# Guld jul
"Guld Jul" er en single, der er skrevet og sunget af den danske sanger Gulddreng, udgivet i 2016. I teksten synger Gulddreng om, hvor rig han er, bl.a. ved at nævne, hvordan han holder jul på D'Angleterre. Han synger i teksten direkte til en kvinde, som han prøver at score. Han beskriver desuden sig selv som julemanden. Musikvideoen er betalt af Ford Motor Company. Sangen blev, ligesom Gulddrengs tidligere fem singler, nummer et på både Tracklisten og det danske Spotify.

## Hitlister
| Hitliste (2016)        | Højeste placering |
| ---------------------- | ----------------- |
| Danmark (Track Top-40) | 1                 |